# Долинянська сільська рада (Хотинський район)
Долиня́нська сільська́ ра́да — адміністративно-територіальна одиниця та орган місцевого самоврядування в Хотинському районі Чернівецької області. Адміністративний центр — село Долиняни.

## Загальні відомості
- Населення ради: 1 573 особи (станом на 2001 рік)

## Населені пункти
Сільській раді були підпорядковані населені пункти:
- с. Долиняни

## Склад ради
Рада складалася з 16 депутатів та голови.
- Голова ради: Дудчак Валентина Григорівна
- Секретар ради: Пожога Мар'Яна Дмитрівна

### Керівний склад попередніх скликань
| Прізвище, ім'я, по батькові | Основні відомості                                                 | Дата обрання | Дата звільнення |
| --------------------------- | ----------------------------------------------------------------- | ------------ | --------------- |
| Дудчак Валентина Григорівна | Сільський голова, 1962 року народження, позапартійна              | 26.03.2006   | 31.10.2010      |
| Дудчак Валентина Григорівна | Сільський голова, 1961 року народження, освіта вища, позапартійна | 31.10.2010   |                 |

Примітка: таблиця складена за даними сайту Верховної Ради України

### Депутати
За результатами місцевих виборів 2010 року депутатами ради стали:

#### За суб'єктами висування
| Суб'єкт висування           | Кількість обраних депутатів | %    |
| --------------------------- | --------------------------- | ---- |
| Самовисування               | 11                          | 68,8 |
| Комуністична партія України | 3                           | 18,8 |
| Партія регіонів             | 2                           | 12,5 |

#### За округами
| № округу                    | Прізвище, ім'я, по батькові    | Дата визнання обраним | Освіта             | Партійна приналежність | Відомості про обраного депутата                                       |
| --------------------------- | ------------------------------ | --------------------- | ------------------ | ---------------------- | --------------------------------------------------------------------- |
| Комуністична партія України |                                |                       |                    |                        |                                                                       |
| 5                           | Колісник Ігор Анатолійович     | 31.10.2010            | середня спеціальна | позапартійний          | тимчасово не працює                                                   |
| 11                          | Заплітний В'ячеслав Васильович | 31.10.2010            | вища               | позапартійний          | тимчасово не працює                                                   |
| 15                          | Палій Віктор Васильович        | 31.10.2010            | середня спеціальна | позапартійний          | ПП ВКФ; ВВС Будком м. Чернівці, механік                               |
| Партія регіонів             |                                |                       |                    |                        |                                                                       |
| 2                           | Паращук Олеся Анатолієвна      | 31.10.2010            | вища               | позапартійна           | РВСБ Хотин, спеціаліст                                                |
| 3                           | Шпилька Михайло Васильович     | 31.10.2010            | вища               | позапартійний          | Долинянська сільська рада, секретар                                   |
| Самовисування               |                                |                       |                    |                        |                                                                       |
| 1                           | Скакун Вадим Володимирович     | 31.10.2010            | вища               | позапартійний          | Хотинська ЦРЛ, юрист                                                  |
| 4                           | Пелехатий В'ячеслав Петрович   | 31.10.2010            | середня спеціальна | позапартійний          | загальноосвітня школа с. Долиняни, опалювач                           |
| 6                           | Пожога Мар'яна Дмитрівна       | 31.10.2010            | вища               | позапартійна           | Долинянська сільська рада, касир                                      |
| 7                           | Банар Володимир Васильович     | 31.10.2010            | середня спеціальна | позапартійний          | тимчасово не працює                                                   |
| 8                           | Малий Богдан Васильович        | 31.10.2010            | вища               | позапартійний          | «Роси Буковини», директор                                             |
| 9                           | Мацкуляк Світлана Мефодіївна   | 31.10.2010            | середня спеціальна | позапартійна           | тимчасово не працює                                                   |
| 10                          | Дячук Юлія Дмитрівна           | 31.10.2010            | вища               | позапартійна           | тимчасово не працює                                                   |
| 12                          | Бурдейний В'ячеслав Дмитрович  | 31.10.2010            | вища               | позапартійний          | тимчасово не працює                                                   |
| 13                          | Руснак Артур Порфирійович      | 14.11.2010            | вища               | позапартійний          | районний суд , суддя                                                  |
| 14                          | Кулікова Вікторія Іванівна     | 31.10.2010            | середня спеціальна | позапартійна           | Долинянська сільська лікарська амбулаторія сімейної медицини, фельшер |
| 16                          | Мацкуляк Катерина Михайлівна   | 31.10.2010            | середня спеціальна | позапартійна           | пенсіонер                                                             |